# Casa del Trecento
La casa del Trecento è un'antica casa situata nel comune di San Daniele del Friuli in provincia di Udine che sorge in Via Roma. L'edificio, già sopravvissuto ai violenti bombardamenti alleati che distrussero il paese tra il 1944 e il 1945, resistette anche al terribile terremoto del 1976 che demolì quelle poche strutture sopravvissute alle bombe. Una volta restaurato, lo stabile è stato affidato alla sezione locale dell'Associazione Nazionale Alpini.